# Agnese Possamai
Agnese Possamai (Lentiai, 17 gennaio 1953) è un'ex mezzofondista italiana.
Ha vinto gli europei indoor di Grenoble 1981  nei 1500 m e quelli di Milano 1982 e Atene 1985 nei 3000 m. Ha anche conquistato un argento ai Mondiali indoor di Parigi del 1985 sempre nei 3000 m; è stata inoltre finalista,  sempre nei 3000 m, sia ai Mondiali di Helsinki nel 1983 che alle Olimpiadi di Los Angeles nel 1984.

## Biografia

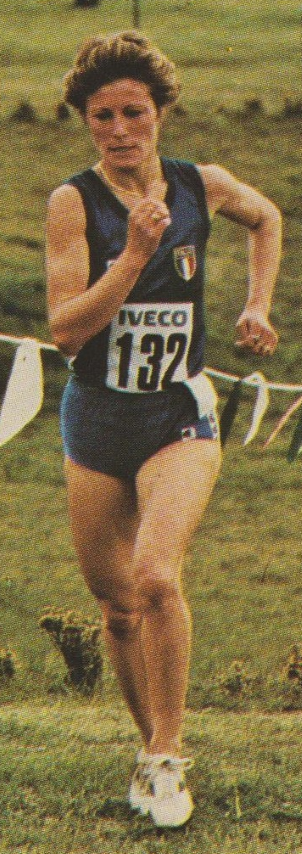
Agnese Possamai impegnata in una gara di cross.

Mezzofondista della Fiamma Dolomiti Belluno, ha conquistato venticinque titoli italiani, e conta sessanta presenze in nazionale.
Chiuse anticipatamente la carriera per un infortunio al ginocchio, e per qualche tempo continuò come tecnico nel Centro Nazionale Sportivo Fiamma. Ha vinto il titolo italiano sugli 800m nel 1978 (2'05"7) e nel 1979 (2'06"6), il titolo italiano sui 3000m nel 1982 (8'57"09), nel 1983 (9'05"7), nel 1984 (9'05"91), nel 1985 (9'14"27) e nel 1987 (9'08"77).
Nel 1979 si classifica all'8º posto sugli 800m alla Coppa Europa di Torino con il tempo di 2'08"03 e vince la medaglia d'argento ai Giochi del Mediterraneo nei 1500m e 800m. Nel 1980 non supera la batteria degli 800m (2'04"1) e dei 1500m (4'14"7) alle Olimpiadi di Mosca. Nel 1981, vince la medaglia d'oro nei 1500m ai Campionati Europei indoor di Grenoble con il tempo di 4'07"49, mentre alla Coppa Europa di Bodo si classifica terza nei 1500m con 4'14"56 e seconda nei 3000m con il tempo di 8'57"27.  Nel 1982 vince la medaglia d'oro nei 3000m ai Campionati Europei indoor di Milano con il tempo di 8'53"77 (record italiano) e si classifica al 9º posto nei 3000m ai Campionati Europei di Atene con 8'54"52. Nel 1983, vince la medaglia d'argento nei 3000m ai Campionati Europei indoor di Budapest con 9'04"41 e si classifica al 6º posto nei 3000m ai Campionati Mondiali di Helsinki con il tempo di 8'37"96 (record italiano, prec. 8'46"31 Margherita Gargano) e vince i 1500m con 4'12"28 alla Coppa Europa a Sittard nei Paesi Bassi.
Nel 1984 si classifica al 5º posto con il tempo di 9'17"90 ai Campionati Europei indoor di Grenoble e si classifica al 10º posto nei 3000m alle Olimpiadi di Los Angeles con 9'10"82 (8'45"84 in batteria).  Nel 1985, vince la medaglia d'oro nei 3000m ai Campionati Europei indoor di Atene con il tempo di 8'55"25, mentre ai Campionati Mondiali indoor di Parigi si aggiudica la medaglia d'argento con il tempo di 9'09"66. Alla Coppa Europa di Mosca, si classifica all'8º posto nei 1500m con il tempo di 4'24"66 e al 7º posto nei 3000m con 9'13"16. Nel 1986 si classifica all'8º posto nei 1500m con il tempo di 4'24"57 ai Campionati Europei indoor di Barcellona e migliora, con il tempo di 5'44"79 il primato italiano di Silvana Cruciata nei 2000m. Nel 1987, alla Coppa Europa di Göteborg, si classifica al 6º posto nei 3000m con 9'29"04. Vince, poi, il titolo italiano della campestre nel 1978, 1980, 1981, 1982, 1984, 1985 e 1986.

## Record personali
| Disciplina | Record   | Anno | Indoor  | Anno |
| ---------- | -------- | ---- | ------- | ---- |
| 800m       | 2'00"36  | 1980 | 2'06"2  | 1980 |
| 1500m      | 4'05"14  | 1984 | 4'06"83 | 1984 |
| 3000m      | 8'37"96  | 1983 | 8'53"77 | 1982 |
| 5000m      | 15'44"35 | 1990 |         |      |
| 10000m     | 33'39"02 | 1990 |         |      |
| Maratona   | 3h'04"24 | 1982 |         |      |

## Campionati nazionali
1980
- Oro ai campionati italiani di corsa in montagna

1981
- Oro ai campionati italiani di corsa in montagna

1986
- Argento ai campionati italiani assoluti, 3000 m piani - 9'11"67
- Argento ai campionati italiani assoluti, 1500 m piani - 4'22"69

## Altre competizioni internazionali
1979
- Oro al Cross della Vallagarina ( Villa Lagarina)

1980
- 6ª al Golden Gala ( Roma), 1500 m piani - 4'09"34

1981
- Oro al Cross della Vallagarina ( Villa Lagarina) - 15'14"5

1982
- Bronzo al Golden Gala ( Roma), 3000 m piani - 9'03"05

1983
- Oro al Memorial Van Damme ( Bruxelles), 3000 m piani - 8'56"17
- Oro al Golden Gala ( Roma), 3000 m piani - 9'09"09
- Argento ai Bislett Games ( Oslo), 1500 m piani - 4'08"39

1984
- Bronzo al DN Galan ( Stoccolma), 3000 m piani - 8'51"51

1987
- 4ª al Golden Gala ( Roma), 3000 m piani - 9'00"19

1989
- 6ª al Golden Gala ( Pescara), miglio - 4'36"75

1990
- 7ª al Golden Gala ( Bologna), 5000 m piani - 15'44"35

1991
- 11ª al Golden Gala ( Roma), 3000 m piani - 9'19"35